# مرتفعات إسكتلندا
النِجَاد هي منطقة تاريخية من إسكتلندا. افترقت النجاد والسهول ثقافيًّا من العصور الوسطى المتأخرة وحتى العصر الحديث حين حل اسكتلنديو السهول محل الاسكتلنديين الغيليين في معظم السهول. يستخدم المصطلح أيضًا للمنطقة الممتدة شمال وغرب صدع المرتفعات الحدودي رغم عدم تعريف حدود مضبوطة واضحة، وخصوصًا باتجاه الشرق. يقسم الوادي الكبير جبال غرامبيان إلى جنوب شرق نجاد شمال الغرب. الاسم الغيلي A' Ghàidhealtachd يعني حرفيًّا «مكان الغيليين»، ويشمل تقليديًّا -من وجهة نظر المتحدثين بالغيلية- كلًّا من الجزر الغربية والنجاد.
سكان المنطقة مبعثرون جدًّا، بوجود العديد من سلاسل الجبال المسيطرة على المنطقة، وتشمل أعلى جبل في الجزر البريطانية، بين نيفس. كانت النجاد قبل منتصف القرن التاسع عشر موطنًا لتعداد سكاني أكبر بكثير، ولكن منذ نحو عام 1841 وللسنوات المئة والستين التالية تفوقت الهجرة على الازدياد الطبيعي في عدد السكان (خصوصًا الهجرة إلى كندا والولايات المتحدة الأمريكية وأستراليا ونيوزيلندا، والهجرة إلى المدن الصناعية في اسكتلندا وإنجلترا). المنطقة حاليًّا من أقل المناطق كثافةً سكانية في أوروبا. بكثافة تبلغ 9.1 شخص في الكيلومتر المربع (23.6 لكل ميل مربع) في عام 2012، كثافة السكان في النجاد والجزر أقل من سُبع الكثافة السكانية لاسكتلندا بشكل عام، ويمكن مقارنتها بالكثافة السكانية في بوليفيا والتشاد وروسيا.
مجلس النجاد هو الهيئة الإدارية المسؤولة عن معظم النجاد، ومركزها الإداري في إنفرنس. ولكن النجاد أيضًا تشمل أجزاء من المناطق التابعة لمجلس أبردينشاير، وأغريل وبوت، وموراي، وأيرشاير الشمالية، وبيرث وكينروس، وستيرلينغ، ودنبارتونشاير الغربية.
النجاد الاسكتلندية هي المنطقة الوحيدة في الجزر البريطانية التي فيها غابات تعد من إقليم تياغا المناخي إذ تتميز بأعداد مركزة من غابات أشجار الصنوبر الإسكتلندي.

## خلفية تاريخية

### الثقافة
بين القرن الخامس عشر ومنتصف القرن العشرين، اختلفت المنطقة عن معظم السهول من حيث اللغة. في الاسكتلندية الغيلية، تعرف المنطقة باسم Gàidhealtachd؛ لأنها كانت عبر التاريخ المنطقة التي يتحدث سكانها باللغة الغيلية في اسكتلندا، رغم أن اللغة الآن أصبحت مقتصرة بشكل كبير على الهبرديس. يستخدم المصطلحان أحيانًا بشكل تبادلي، لكن لهما معانٍ مختلفة في لغة كل منهما. الإنجليزية الاسكتلندية (بشكلها الموجود في منطقة المرتفعات) هي اللغة المسيطرة على المنطقة اليوم، لكن لغة المرتفعات الإنجليزية تأثرت باللغة الغيلية بدرجة معتد بها. تاريخيًّا، ميز «خط المرتفعات» بين الثقافتين الاسكتلنديتين. في حين تبع خط المرتفعات إلى حد ما جغرافية جبال غرامبيان في الجنوب، فإنه استمر في الشمال، فاصلًا المناطق الشمالية الشرقية، التي تمثل شرق كيثنس وأوركني وشيتلاند، عن المرتفعات الأكثر غيلية والهبرديس.
كانت أكبر وحدة اجتماعية عبر التاريخ في منطقة المرتفعات هي العشيرة. رأى ملوك الاسكتلنديين، وخاصةً جيمس السادس، العشائر تحديًا لسلطتهم؛ نظر كثيرون إلى منطقة العشائر كمنطقة غير خاضعة للقانون. بعد تشكيل اتحاد الملوك، كان لدى جيمس السادس القوة العسكرية التي يمكنها أن تدعم أي محاولة يقوم بها لفرض بعض السيطرة. كانت النتيجة في عام 1609 تشريعات أيونا التي أطلقت عملية مكاملة قادة العشائر في المجتمع الإسكتلندي. استمرت التغييرات التدريجية إلى القرن التاسع عشر، إذ بدأ قادة العشائر ينظرون إلى أنفسهم كأصحاب عقارات تجاريين أكثر من كونهم قادة لشعبهم. كان أول أثر على أبناء العشيرة الذين كانوا مستأجرين عندهم هو التغيير في طريقة دفع الإيجار من الدفع العيني إلى الدفع المالي. ارتفع الإيجار لاحقًا حين سعى أصحاب أراضي المرتفعات لزيادة دخلهم. تبع ذلك -وخاصة في الفترة بين عامي 1760 و1850- تطويرات زراعية شملت في أغلبها (وخاصة في المرتفعات الغربية) إخلاء السكان لترك مكان لمزارع الأغنام الكبيرة. تجمع المستأجرون النازحون بسبب هذه العملية إلى مجتمعات تعتمد على حقول صغيرة. كانت هذه الحقول مصممة بحيث لا توفر كل احتياجات ساكنيها؛ كان متوقعًا لهم أن يعملوا في صناعات كصيد السمك وجمع أعشاب البحر. أصبح ساكنو الحقول الصغيرة يعتمدون بشكل رئيسي على العمل الموسمي للمهاجرين، وخاصةً في المنخفضات. أعطى هذا دافعًا لهم ليتعلموا الإنجليزية، التي كان ينظر إليها العديد من أهل الأرياف الناطقين باللغة الغيلية على أنها «اللغة الأساسية للعمل».
ينسب التأريخ القديم انهيار نظام العشائر الاسكتلندية إلى عواقب حركة اليعاقبة. يعتقد المؤرخون الحديثون أن أثر هذا لم يكن بتلك الأهمية. بعد حركة اليعاقبة عام 1745 طبقت الحكومة البريطانية سلسلة قوانين لمحاولة قمع نظام العشائر، من بينها قوانين تحظر حمل السلاح وارتداء الطرطان، وقوانين تحد نشاط الكنيسة الأسقفية الاسكتلندية. معظم هذه التشريعات أُبطلت بحلول نهاية القرن الثامن عشر مع إزاحة خطر اليعاقبة. سرعان ما حدثت إعادة تأهيل لثقافة المرتفعات. استُخدم الطرطان في الألبسة العسكرية في الجيش البريطاني، الذي انضم إليه فقراء المرتفعات بأعداد كبيرة في عهد حروب نابليون والحروب الثورية (1790-1815). توقف الكثير من السكان العاديين في المنطقة عن ارتداء الطرطان، ولكن في عشرينيات القرن التاسع عشر، تبنى أعضاء النخبة الاجتماعية ارتداء الطرطان والإزار الإسكتلندي، ليس في اسكتلندا وحدها، بل عبر أوروبا. بدأت الصيحة العالمية التي تعلي من شأن المرتفعات الرومانتيكية بقصائد أوسيان، وزاد من شعبيتها أعمال والتر سكون. «تمثيله» لزيارة الملك جورج الرابع إلى اسكتلندا في عام 1822 على المسرح وارتداء الملك للطرطان أدى إلى ارتفاع كبير في الطلب على الإزارات الاسكتلندية والطرطان بشكل لم تستطع صناعة الصوف الاسكتلندية تلبيته. كانت الطرطانات الخاصة بعشائر محددة في تلك الفترة مخصصة بشل كبير وأصبحت رمزًا للهوية الاسكتلندية. ترسخت هذه «المرتفعاتية»، التي عرف كل الاسكتلنديين أنفسهم من خلالها ثقافة المرتفعات، باهتمام الملكة فيكتوريا بالريف، وتبنيها لقلعة بالمورال كحصن ملكي هام، واهتمامها بصناعة الطرطانات. 

### الاقتصاد
أثرت المجاعات المتكررة في المرتفعات على جزء كبير من تاريخها، وحدثت مجاعات كبيرة حتى في أعوام 1817 في المرتفعات الشرقية وبداية خمسينيات القرن التاسع عشر في الغرب. على امتداد القرن الثامن عشر، طورت المنطقة تجارة القطعان السود لتصبح أسواقًا في منطقة السهول، ووازن هذا استيراد دقيق الشوفان إلى المنطقة. كان هناك اعتماد حاد على هذه التجارة لتوفير غذاءٍ كافٍ، وينظر إليها كمتطلب جوهري لنمو السكان بدأ في القرن الثامن عشر. ندرت الأراضي القابلة للحرث في معظم المرتفعات، وخاصة في الشمال والغرب، وكانت هذه الأراضي ضرورية للزراعة المشاعية المختلطة المعتمدة على المصاطب الممتدة التي كانت تستخدم قبل إدخال التطويرات الزراعية على المنطقة. بين ستينيات القرن الثامن عشر وثلاثينيات القرن التاسع عشر كانت هناك تجارة معتد بها للويسكي المصنوع في المرتفعات. اشتكت خمارات السهول (التي لم تكن قادرة على تفادي الضرائب الكبيرة على هذا المنتج) من أخذ ويسكي المرتفعات حصة تجاوزت نصف سوق الويسكي. يعتبر تطوير تجارة القطعان دليلًا على أن المرتفعات لم تكن قبل إدخال التطويرات نظامًا جامدًا غير قابل للتغير، بل استغلت الفرص الاقتصادية التي أتتها. تظهر تجارة الويسكي المحظورة قدرة الطبقات الفلاحية الريادية على إنشاء الأعمال الجديدة.
وصلت التحسينات الزراعية إلى المرتفعات بمعظمها في الفترة الممتدة بين 1760 و1850. كان المستشارون الزراعيون، ومدراء العقارات الزراعية، ومساحو الأراضي وآخرون ممن تشربوا أفكار آدم سميث متحمسين لوضع الأفكار الجديدة التي تعلموها في الجامعات الاسكتلندية قيد التنفيذ.